# ゴンサロ・ベルヘッシオ
ゴンサロ・ルベン・ベルヘッシオ（Gonzalo Rubén Bergessio スペイン語発音: [ɡonˈsalo ruˈβem beɾˈɣesjo], 1984年7月20日 - ）は、アルゼンチン・コルドバ州コルドバ出身の元アルゼンチン代表の元サッカー選手。現役時代のポジションはフォワード。

## 経歴

### 初期
下部リーグに属していたCAプラテンセからデビューし、2005年にプリメーラ・ディビシオン（1部）のインスティトゥートACコルドバに移籍した。しかしそのシーズンにクラブはプリメーラB・ナシオナル（2部）に降格となり、2006年にはラシン・クルブに移籍した。同クラブではボカ・ジュニアーズやCAリーベル・プレート相手に奪った得点も含め、2シーズン連続して6得点を挙げた。

### ベンフィカ
2007年6月26日、移籍金250万ユーロでプリメイラ・リーガのSLベンフィカに移籍したが
、半年間でリーグ戦3試合とUEFAチャンピオンズリーグ1試合の出場に留まった。

### サン・ロレンソ
2008年1月、母国のCAサン・ロレンソ・デ・アルマグロに移籍した。同年のコパ・リベルタドーレス決勝トーナメント1回戦ではCAリーベル・プレートとの同国対決となり、そのセカンドレグでサン・ロレンソは2人の退場者を出した上に0-2と劣勢だったが、自身が起死回生の2得点を決めて勝ち抜けに貢献した。サン・ロレンソでは充実した日々を送り、リーグ戦52試合に出場して29得点を挙げた。

### サンテティエンヌ
2009年8月24日、4年契約でリーグ・アンのASサンテティエンヌに移籍（移籍金は非公表）。デビューから2試合目のAJオセール戦 (1-1) で初得点を挙げ、2009-10シーズンは31試合に出場して5得点を挙げた。翌シーズンは前半戦で16試合に出場したが無得点に終わった。

### カターニア
2011年1月31日、冬の移籍市場最終日にセリエAのカルチョ・カターニアにレンタル移籍した。カターニアは2010-11シーズン終了後の完全移籍オプションを有している。同日、カターニアはアタランタBCからFWエセキエル・スケロットも獲得している。カターニアでは13試合に出場し5得点を挙げ、5シーズン連続の残留に貢献した。同年8月20日に完全移籍し、レギュラーポジションを掴んでいる。

### サンプドリア
カターニアの降格に伴い2014年8月1日、UCサンプドリアに移籍した。しかし1ゴールに終わり、2015年6月3日にクラブとの契約を解除した。

### アトラス
2015年6月24日、リーガMXのアトラスFCに加入した。

### サン・ロレンソ復帰
2016年9月8日、サン・ロレンソへ6年振りに復帰することが発表された。

### ベレス
2017年7月12日、CAベレス・サルスフィエルドと1年契約を結んだ。

### ナシオナル
2018年1月25日、トルネオ・ウルグアージョのナシオナルへ加入した

## 代表歴
サン・ロレンソでの活躍が認められてアルフィオ・バシーレ監督からアルゼンチン代表に招集され、2008年10月15日のチリ戦でデビューした。デビュー戦の直後にバシーレ監督が解任されたが、後任のディエゴ・マラドーナ監督からも招集を受け、2009年5月21日のパナマとの親善試合ではフル出場して2得点した。